# Puente Mayor de Valladolid
El puente Mayor de Valladolid (Castilla y León, España) fue construido, según la tradición, en 1080 por iniciativa de doña Eylo, esposa del conde Ansúrez. Su edificación tuvo gran importancia en el desarrollo urbano, en particular manifestado en la incipiente formación de un nuevo barrio al otro lado del río Pisuerga, el Barrio de La Victoria.

## Historia

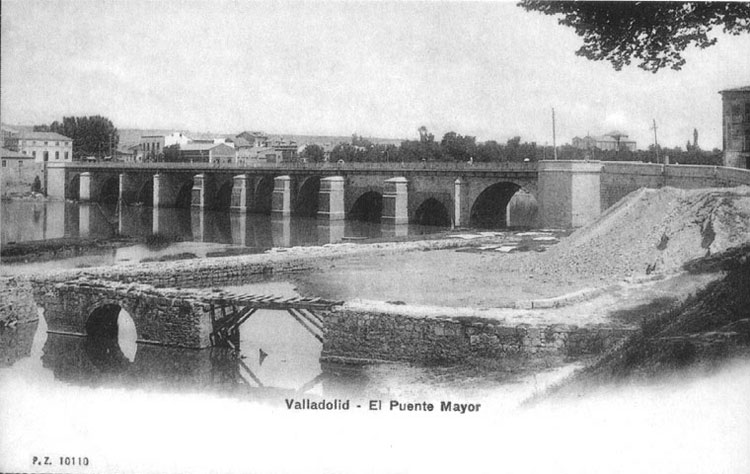
Imagen antigua del puente.

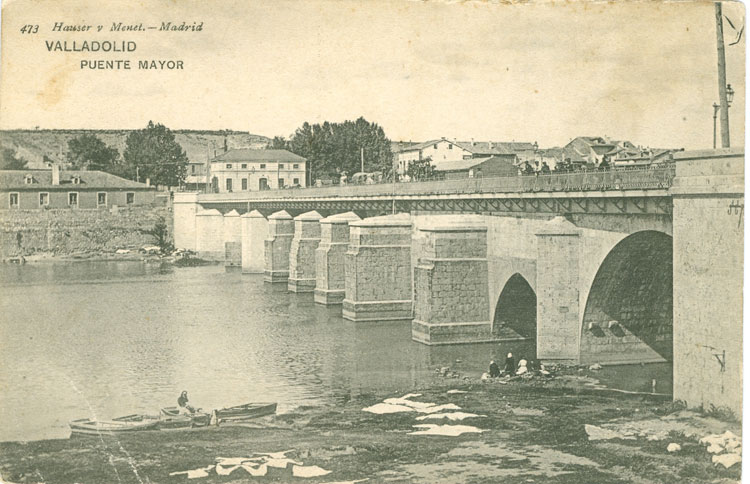
Imagen de 1906. Debajo del primer arco a la derecha pueden observarse las lavanderas en el río.

Lo cierto es que el actual puente debe datar de los siglos XIII o XIV, lo que se ve por sus características estilísticas: arcos apuntados. En algún momento (quizás en el siglo XV) fue duplicada su anchura, como se aprecia en el intradós de los arcos, siendo en realidad dos puentes paralelos adosados.
A finales del siglo XVII, el puente tenía diez ojos y como pretil una barandilla rematada con bolas. Las crecidas e inundaciones, así como el uso constante hicieron necesarias importantes reparaciones en numerosas ocasiones durante los siglos XVII y XVIII. En 1689, con motivo de la visita del rey Carlos II a la ciudad, se construyó un arco del triunfo a la entrada del puente por el lado del Barrio de la Victoria, arco demolido en el siglo XIX. En la otra boca del puente se elevaba el pequeño humilladero de San Sebastián, derribado durante la Guerra de la Independencia.
También durante esa guerra, en 1812, se volaron dos arcos, por las tropas inglesas y por las francesas; que fueron reparados con estructuras de madera que, provisionales o poco sólidas, plantearon la conveniencia de rehacerlos en piedra, reconstrucción que se acuerda con el cantero vizcaíno Juan Yrure en 1825, definitivamente terminada en 1828.
En 1886 se reformó el puente con profundidad, regularizándolo y construyendo el actual tablero, con lo que el puente perdió sus antiguos pretiles y su antiguo tablero con subida-bajada típico de los puentes medievales.
En 1940 se hizo un proyecto de alumbrado público y en 1991 hubo obras de acondicionamiento.
Hubo obras de mantenimiento y reformas entre 2018 y 2019.

## Galería

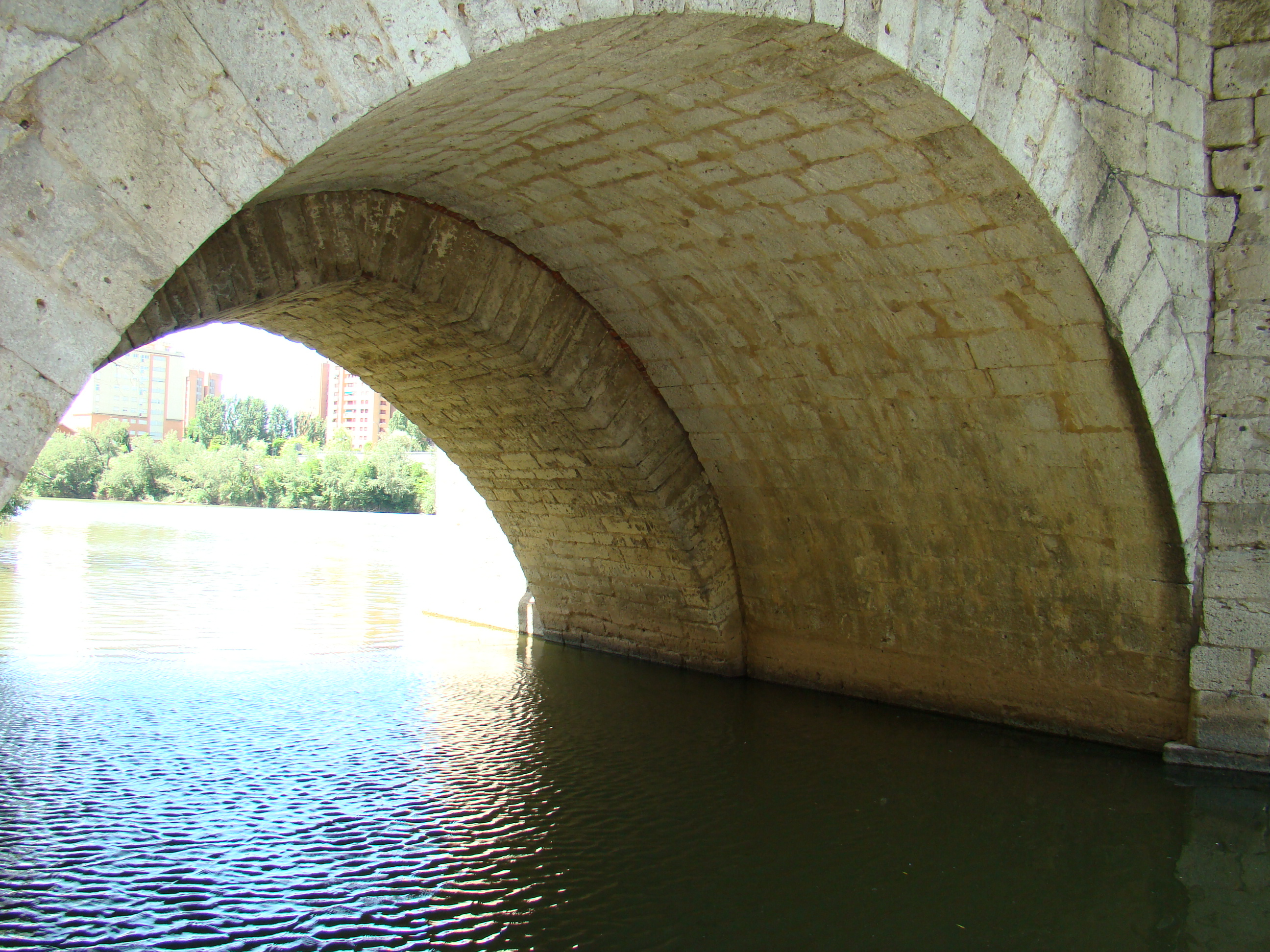
Imagen desde el agua de uno de los ojos del puente, en la que se aprecia el arco apuntado y la duplicación de anchura por el resalte en el intradós del arco.
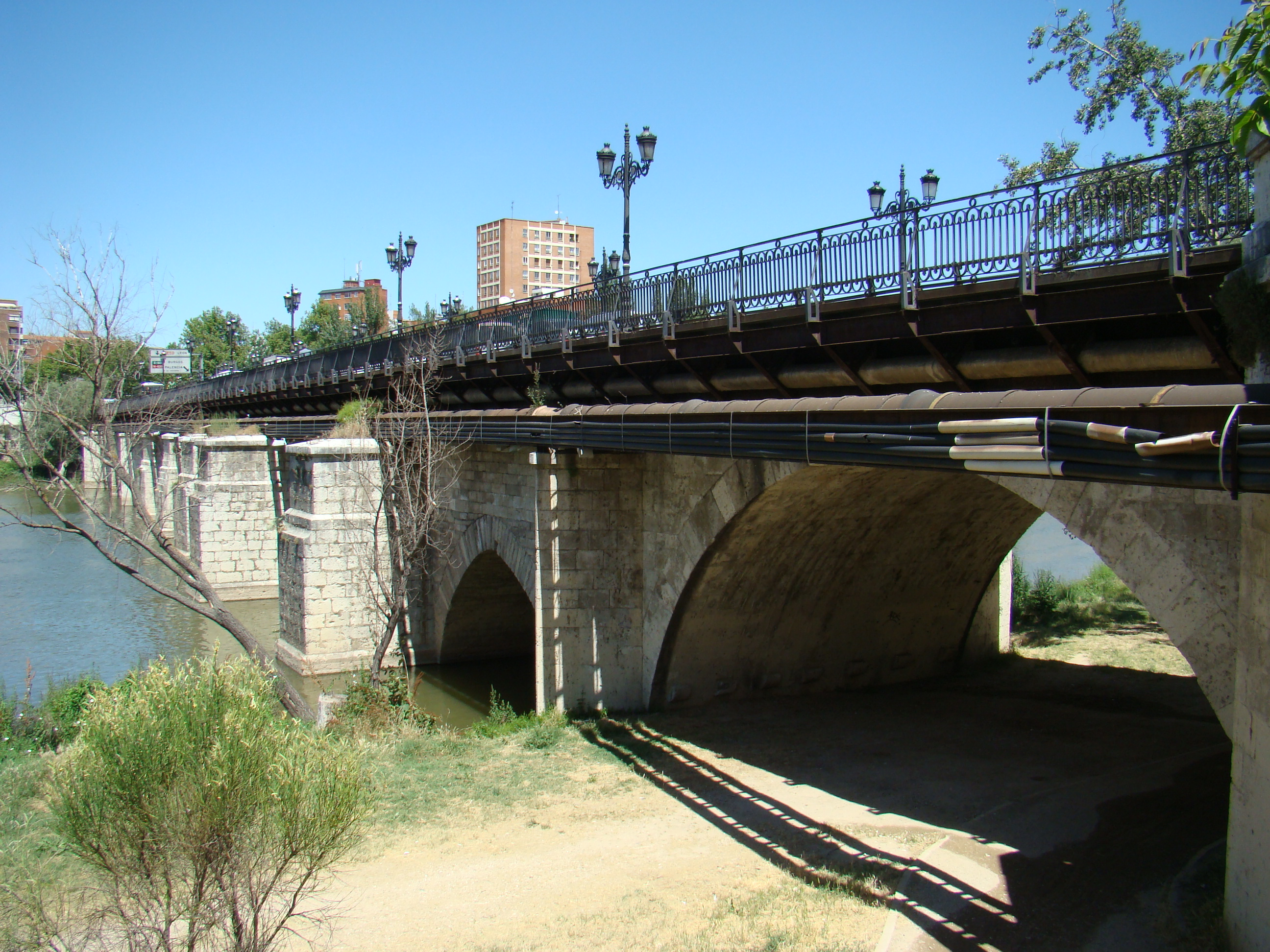
El puente en el año 2008.
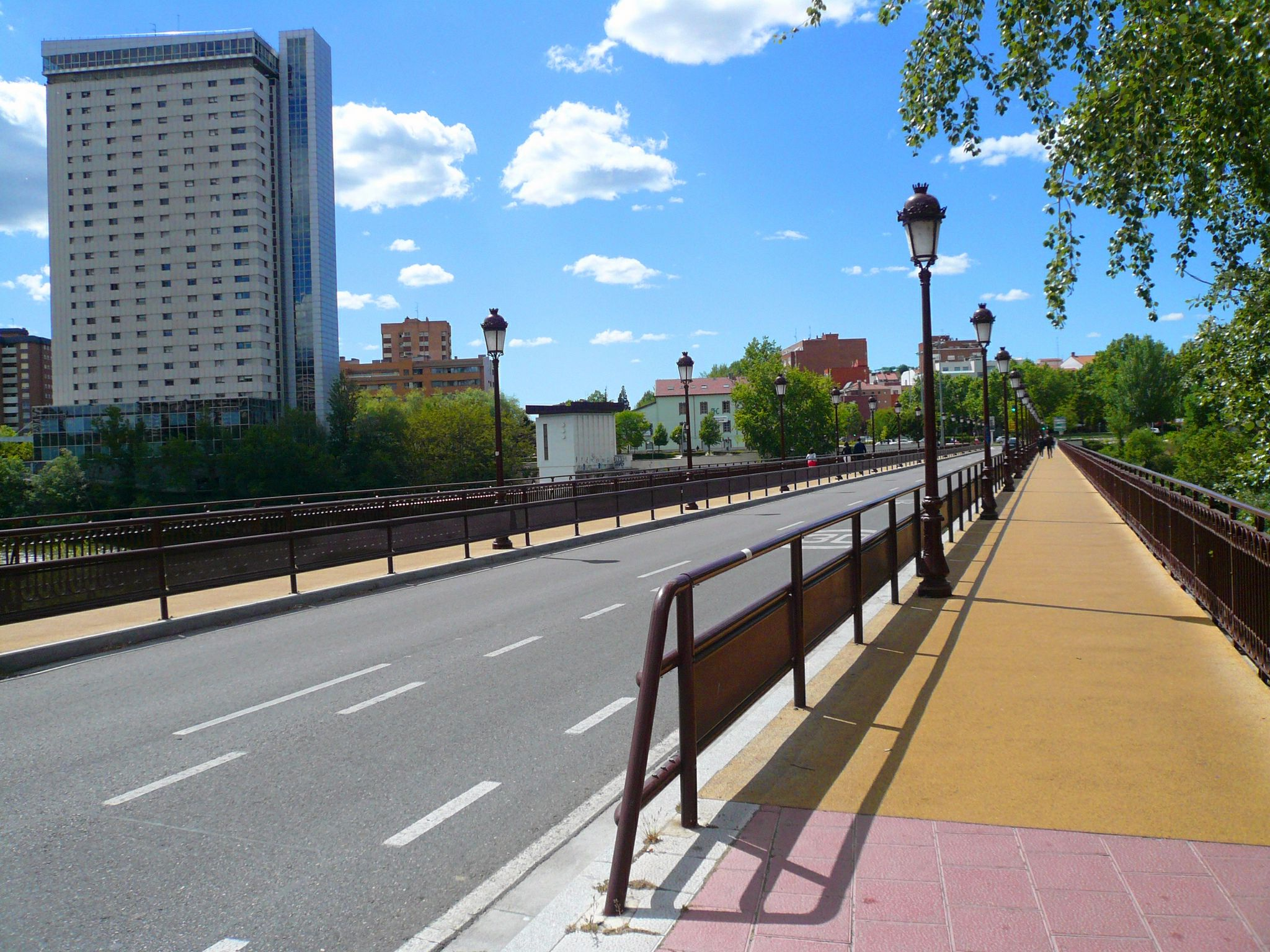
El puente mayor y a la izquierda el Edificio Duque de Lerma, año 2023.